# Stan (Monkey Island)
Stan är en försäljare inom äventyrsspelserien Monkey Island och är en av få karaktärer som återkommer i alla de hittills utgivna spelen. Stan driver diverse olika företag på flera öar i fiktiva delar av Karibien med blandad framgång, dock alltid med samma aldrig sinande entusiasm.

## Biografi
Första gången Stan uppträder i spelserien är i The Secret of Monkey Island där han är en försäljare av begagnade skepp. Han porträtteras där som liknande en stereotyp för försäljare av begagnade bilar så som de ofta porträtteras av amerikansk kultur. Han har ett välvårdat rappt språk och översköljer sina kunder med information och entusiasm över att sälja varan och ofta påpekande att affären är betydligt bättre för köparen än för honom, men att han av olika anledningar säljer av den för ett lägre pris än normalt. Han har ofta lastat på mycket onödig extrautrustning.
Denna porträttering av Stan har hängt med i alla efterföljande versioner av Monkey Island.
Till hans karaktär hör också hans häftiga kroppsspråk med mycket kraftiga och snabba gester, samt att han otåligt slår med sin fot.
Stan har en märkligt sorts sombrerohatt och en lång rock som alltid är rutig på samma sätt, så som i ett rutmönster, och alltså aldrig följer med hans rörelser.
Vid en tidpunkt så blir Stan fastspikad inuti en kista av Monkey Islands-seriens protagonist Guybrush Threepwood och blir senare levande begravd i en krypta. Han blir utsläppt först i det uppföljande spelet i serien och har mirakulöst överlevt, och verkar inte ha tillfogats någon fysisk eller psykisk skada alls och visar ingen ilska mot Guybrush över huvud taget. Faktum är att han tackar Guybrush och sa att det var den bästa tiden i hans liv och att han bestämt sig att ge sig in i livförsäkringsbranschen. Märkligt är också att han redan har hunnit trycka nya visitkort.
Trots att han har en enorm drivkraft och brinnande passion för sina jobb så tycks han aldrig vara särskilt framgångsrik, han har aldrig haft samma jobb i mer än ett spel och det görs referenser till tidigare firmor som Stan drivit. Han har ett rykte av sig att vara något av en lurendrejare, men samtidigt så erkänns hans talang emellanåt som när bankdirektören på Lucre Island säger att han bara känner en enda person som skulle kunna sälja bakverk till pirater och gör då en tydlig referens till Stan.